# Андрей (Крит)
Митрополи́т Андре́й (в миру Алекса́ндр Петро́вич Крит бел. Аляксандр Пятровіч Крыт; 3 июля 1901, д. Мархачёвщина, Сверженская волость, Минский уезд, Минская губерния, Российская империя — 21 мая 1983, Кливленд, штат Огайо, или штат Нью-Джерси, США) — религиозный и общественный деятель белорусского зарубежья, иерарх неканонической Белорусской автокефальной православной церкви (БАПЦ).

## Биография
Родители: Пётр Варфоломеевич Крит (белор. Пётр Варфаламеевіч Крыт) и Фёкла Крит (белор. Тэкля Крыт). Родной брат: Владимир Петрович Крит (белор. Уладзімір Пятровіч Крыт). Двоюродный брат: Лев Павлович Крит (белор. Леў Паўлавіч Крыт). Двоюродная сестра: Софья Павловна Валентынович, урожд. Крит (белор. Соф’я Паўлавна Валентыновіч, народж. Крыт, польск. Zofia Walentynowicz, z domu Kryt).
В 1924 году окончил Несвижскую гимназию, в 1927 году — учительские курсы в Радошковичах.
Проживая до 1939 года на территории Польской Республики, принимал участие в Белорусском национальном движении: был членом БКРГ.
В 1939 году, как солдат польской армии, попал в плен. После того как был освобождён, включился в общественную жизнь белорусов в Германии. По приглашению своего приятеля и земляка Ф. И. Акинчица с осени 1941 г. Александр Крит в составе комиссии, в которую также входили Генрих Баранович и Василий Комаровский, работал в школе пропагандистов в г. Вустрав. К марту 1943 г. курс обучения в Вустраве прошли три группы пропагандистов общей численностью более ста человек. Преимущественно это были молодые офицеры Красной армии, воспитанные в духе коммунистической идеологии, освобождённые из лагерей военнопленных в Восточной Беларуси. За время учёбы они должны были усвоить систему немецкой гражданской оккупационной власти на территории Беларуси и основы её функционирования, овладеть методами развенчания большевистской идеологии, усовершенствовать знания немецкого и белорусского языков, подготовиться к публичным выступлениям.

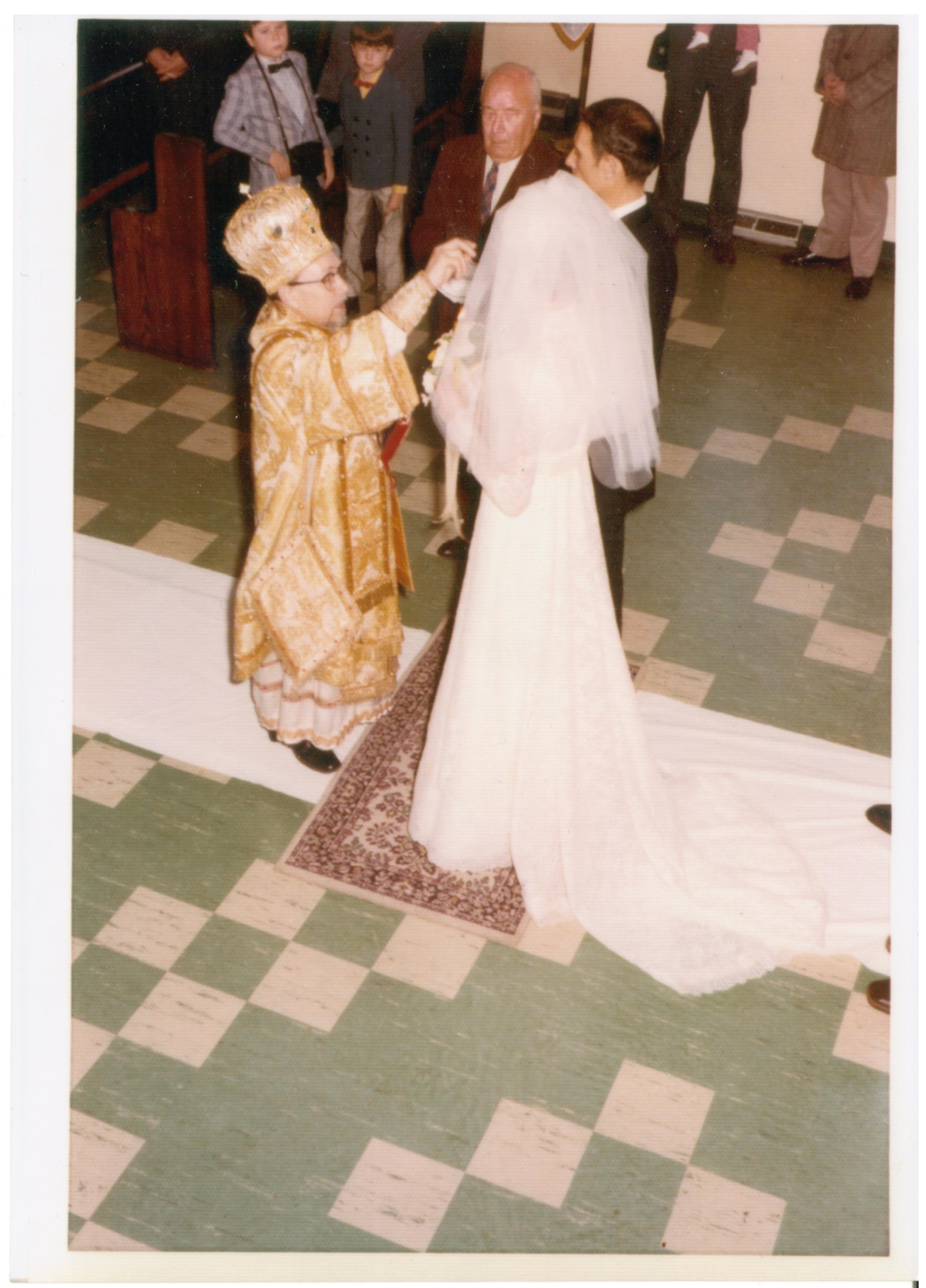
Митрополит Андрей (Крит) проводит церемонию венчания

Состоял в правлении берлинского отдела Белорусского комитета самопомощи в Германии. По свидетельству Александра Крита, главным инициатором создания комитета в Берлине был Василий Комаровский (по другим данным — юрист Николай Осипович Шкелёнок). Он после освобождения из лагеря разослал письмо ко всем белорусам, что на то время находились в Германии, с предложением об учреждении комитета, на которое получил около 300 положительных ответов. Вскоре состоялся учредительный съезд, где было выбрано временное правление. Председателем комитета стал бывший консул Белорусской Народной Республики (БНР) в Берлине Андрей Боровский, а членами правления — Василий Комаровский и Александр Крит. В своих записях Александр Крит не указал даты создания комитета, однако известно, что Комаровский был освобождён из лагеря военнопленных 19 марта 1941 г. Значит, всю организационную работу он мог выполнять только после этой даты. Таким образом, Белорусский комитет самопомощи был создан не летом 1940 года, как часто утверждается, а не раньше первой половины 1941 г., когда немецкие власти уже могли не опасаться обвинений со стороны СССР об активизации белорусских антисоветских организаций. После приезда из Парижа в Берлин летом 1941 г. Николая Абрамчика члены временного правления БКС поручили ему руководство комитетом и даже назначили постоянный оклад за эту работу. Участие Абрамчика в работе БКС (не как председателя главного правления, а как его «технического руководителя») подтверждает берлинский еженедельник «Раніца». Андрей Боровский был болен и не мог активно работать, в связи с чем был только номинальным председателем, а Крит и Коморовский ещё не имели соответствующего опыта и авторитета. С 1943 г. Александр Крит занимает должность казначея в БКС. Сотрудничал с газетой «Раніца». В послевоенной Германии находился в белорусском лагере в Ватенштедте (Нижняя Саксония).
В 1948 году приехал в Великобританию на работу. С 05.12.1948 был членом Объединения белорусов в Великобритании, а в 1949—1950 гг. избирался на должность заместителя председателя организации.

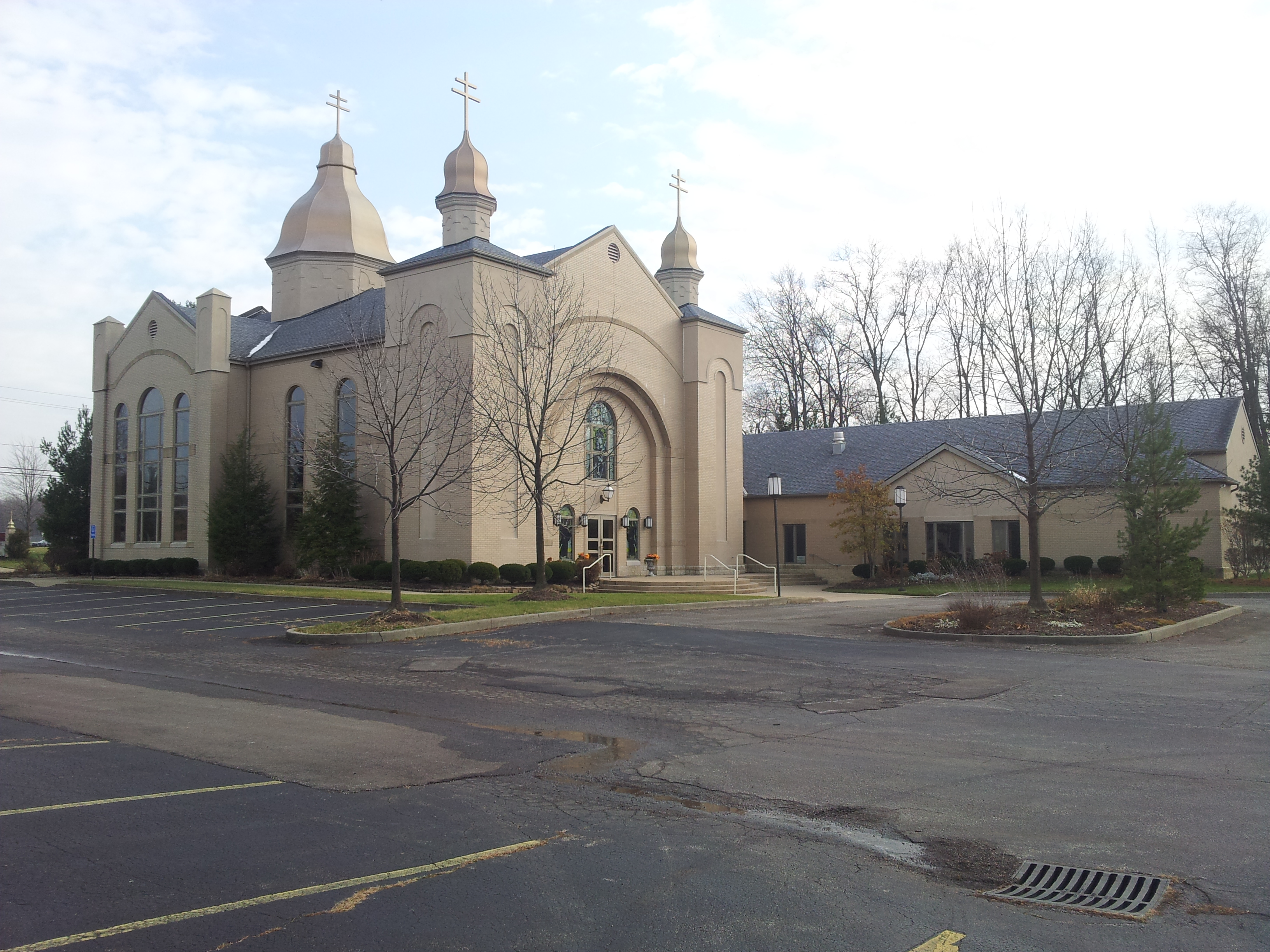
Храм Божьей матери Жировичской в Кливленде, 11064 Webster Rd, Strongsville, OH, USA

25 июня 1950 года был рукоположен в священники БАПЦ епископом Виленским Василием (Томащиком), иерархом БАПЦ. Жил в Брэдфорде. Стал основателем структур БАПЦ в Великобритании.
В 1951 г. Объединение белорусов в Великобритании приобретает себе дом в Брэдфорде на 14, Southey Place. Торжественное открытие Белорусского дома в Брэдфорде состоялось 15 сентября 1951 г. Символичную ленточку перед входом перерезала Элизабет Проктер, англичанка, помогавшая белорусам в Брэдфорде. Освящал дом отец Александр Крит, который с момента открытия и до 1961 г. был администратором Белорусского дома.
В феврале 1961 года переехал в США. Жил в Кливленде. Спустя семь лет принял монашеское пострижение с наречением имени Андрей, после чего был возведён в достоинство архимандрита.
В 1965 году Александра Крита нашла его двоюродная сестра Софья Валентынович. Она сообщила своему родному брату Льву Криту, что переписывается с Александром Критом. Первое же письмо Льва Крита было перехвачено КГБ, что в дальнейшем печально отразилось на жизни и карьере Льва Крита.
15 февраля 1968 году был рукоположен в сан епископа Гродненско-Новогрудского и Кливлендского БАПЦ. В его архиерейской хиротонии, проходившей в австралийском городе Аделаида, приняли участие: Сергий (Охотенко), архиепископ и Первоиерарх БАПЦ, и Димитрий (Балач), епископ Австралийский и Новозеландский (Свободная Сербская Православная Церковь).
В 1970 г. был избран управляющим Северо-Американской епархией БАПЦ. В этот период времени местом его постоянного служения стал приход в честь Жировицкой иконы Божией Матери в Кливленде.
В 1972 году был избран Первоиерархом БАПЦ с возведением в сан архиепископа.
На Втором Соборе БАПЦ, проходившем 27—29 мая 1972 г. в посёлке Хайленд Парк (штат Нью-Джерси), было принято решение о наделении Белорусской Автокефальной Православной Церкви статусом митрополии и о даровании архиепископу Андрею (Криту) полномочий Первоиерарха БАПЦ с возведением в сан митрополита.
На заседании Собора епископов БАПЦ, проходившем 13 июля 1973 г., было принято решение об образовании Американско-Австралийской епархии БАПЦ, во главе которой был поставлен митрополит Андрей (Крит).
В конце жизни имел разногласия с епископом Николаем (Мацукевичем), ставшие причиной для раскола в БАПЦ. Конфликт зародился ещё в 1981 г., когда епископ Николай относительно решения митрополита Андрея рукоположить в сан епископа священника Ивана Бруцкого. Не прислушавшись к мнению епископа Николая, митрополит Андрей совершил монашеский постриг иерея Ивана Бруцкого с наречением имени Изяслав и вскоре, при участии епископов Украинской православной церкви в диаспоре, хиротонисал его в сан епископа Полоцкого. Возникновение Белорусской Автокефальной Православной Церкви в Америке в результате раскола в БАПЦ относится к 1982 году. В 2003 году после смерти епископа Николая состоялся собор, на котором произошло примирение двух ветвей БАПЦ. Церковь продолжил возглавлять Митрополит Полоцкий Изяслав.
Митрополит Андрей умер 21 мая 1983 г. в штате Нью-Джерси. Литургия и панихида над телом митрополита Андрея были отслужены 23 и 24 мая 1983 г. новым Первоиерархом БАПЦ архиепископом Изяславом (Бруцким) в Соборе святого Кирилла Туровского в районе Бруклин г. Нью-Йорка .

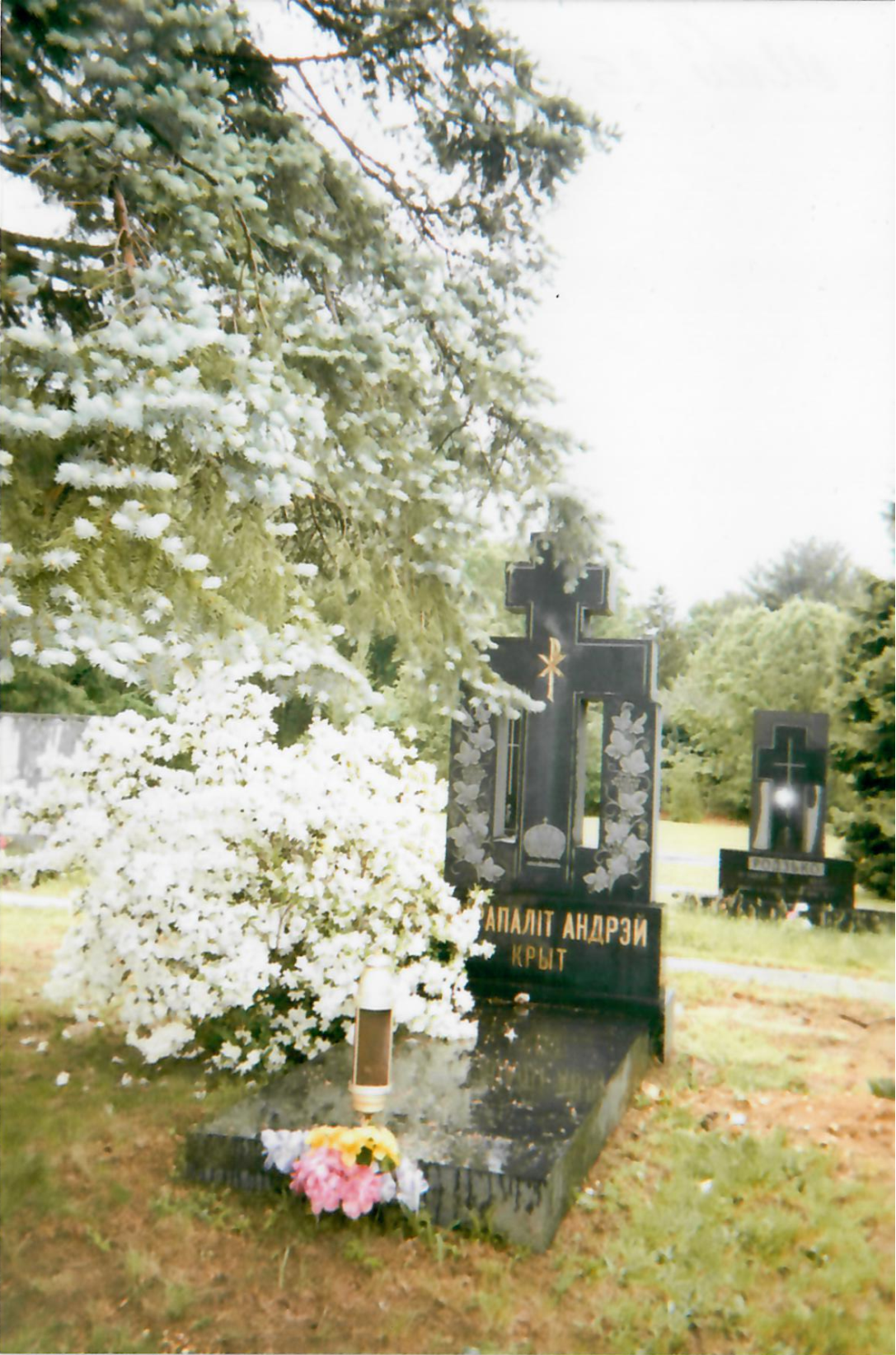
Могила митрополита Андрея (Крита) на кладбище в Ист-Брунсвике

Погребён на белорусском православном кладбище в посёлке Ист-Брунсвик (штат Нью-Джерси). Поминальная трапеза проходила в приходе святой Ефросинии Полоцкой (греческой юрисдикции) в Саут-Ривер, ввиду временной утраты контроля над приходом БАПЦ в Хайленд Парке.